# Ryan Giles
Ryan John Giles (Telford, 26 gennaio 2000) è un calciatore inglese, difensore del Middlesbrough in prestito dall'Hull City.

## Carriera

### Club

#### Wolverhampton e vari prestiti
Cresciuto nel settore giovanile del Wolverhampton, debutta in prima squadra il 26 gennaio 2019 in occasione del match di FA Cup pareggiato 2-2 contro lo Shrewsbury Town.
La stagione 2019-2020 passa in prestito allo Shrewsbury Town dove trova spazio in League One segnando 1 goal e 2 assist.
La stagione successiva si trasferisce con la stessa formula al Coventry City fino all'inizio del 2021 per poi terminare la stagione al Rotherham United trovando maggior spazio segnando anche 2 goal.
Il 13 luglio 2021 passa in prestito al Cardiff City dove trova continuità e realizza 9 assist,termina la sua stagione al Blackburn trovando poco spazio per incidere.
Nell'estate successiva passa in prestito al Middlesbrough dove diventa un titolare a suon di prestazioni convincenti, colleziona 48 presenze con un ottimo numero di assist ben 12.

#### Luton Town
Il 28 luglio 2023 si trasferisce a titolo definitivo al Luton Town per 6 milioni di euro.

### Nazionale
Nel 2019 ha giocato 4 partite con la nazionale inglese Under-20.

## Statistiche
Statistiche aggiornate al 2 ottobre 2021.

### Presenze e reti nei club
| Stagione        | Squadra         | Campionato      | Campionato | Campionato | Coppe nazionali | Coppe nazionali | Coppe nazionali | Coppe continentali | Coppe continentali | Coppe continentali | Altre coppe | Altre coppe | Altre coppe | Totale | Totale | Totale |
| Stagione        | Squadra         | Comp            | Pres       | Reti       | Comp            | Pres            | Reti            | Comp               | Pres               | Reti               | Comp        | Pres        | Reti        | Pres   | Reti   |        |
| --------------- | --------------- | --------------- | ---------- | ---------- | --------------- | --------------- | --------------- | ------------------ | ------------------ | ------------------ | ----------- | ----------- | ----------- | ------ | ------ | ------ |
| 2017-2018       | Telford Utd     | NAT             | 9          | 2          | FACup           | 0               | 0               |                    | -                  | -                  | FA Trophy   | 0           | 0           | 9      | 2      |        |
| 2018-2019       | Wolverhampton   | PL              | 0          | 0          | FACup+CdL       | 1+0             | 0               |                    | -                  | -                  |             | -           | -           | 1      | 0      |        |
| 2019-gen. 2020  | Shrewsbury Town | FL1             | 19         | 1          | FACup+CdL       | 3+1             | 0               |                    | -                  | -                  | EFL Trophy  | 2           | 0           | 25     | 1      |        |
| gen.-giu. 2020  | Coventry City   | FL1             | 1          | 0          | FACup+CdL       | 0               | 0               |                    | -                  | -                  | EFL Trophy  | 0           | 0           | 1      | 0      |        |
| 2020-gen. 2021  | Coventry City   | FLC             | 19         | 0          | FACup+CdL       | 1+1             | 0               |                    | -                  | -                  |             | -           | -           | 21     | 0      |        |
| gen.-giu. 2021  | Rotherham Utd   | FLC             | 23         | 2          | FACup+CdL       | 0               | 0               |                    | -                  | -                  |             | -           | -           | 23     | 2      |        |
| 2021-2022       | Cardiff City    | FLC             | 8          | 0          | FACup+CdL       | 0               | 0               |                    | -                  | -                  |             | -           | -           | 8      | 0      |        |
| Totale carriera | Totale carriera | Totale carriera | 79         | 5          |                 | 7               | 0               |                    | -                  | -                  |             | 2           | 0           | 88     | 5      |        |